# اندیس آنومالی چهارگنبد۲
آنومالی چهارگنبد۲ یک اندیس فلزی است که در حوالی شهر چار گنبد استان کرمان قرار دارد و مادهٔ معدنی موجود در آن، طلا است.